# Miki Matsubara
Miki Matsubara (松原 みき, Matsubara Miki) (Kishiwada, 28 november 1959 – Sakai, 7 oktober 2004) was een Japanse singer-songwriter.

## Carrière
Haar grote debuut kwam met de single "Mayonaka no Door" (Stay With Me) uit 1979. Matsubara was toentertijd pas 19 jaar. Het nummer bereikte de 28e plek in de Oricon-hitlijst, en werd in totaal 404.000 keer verkocht. Andere bekende nummers zijn "Neat 3pm", "The Winner" en "See-Saw Love".
Halverwege haar carrière vormde ze een eigen band, genaamd Dr. Woo. Internationaal werkte ze ook samen met de fusiongroep Dr. Strut in de Verenigde Staten.
In de jaren 90 van de twintigste eeuw werkte Matsubara aan soundtracks voor animefilms, zoals de serie Gundam, en aan reclamemuziek. In die tijd schreef ze ook muziek en teksten voor andere artiesten, zoals Hitomi Mieno en Mariko Kouda.
Tijdens haar carrière werden 8 singles en 12 muziekalbums uitgebracht.

## Ziekte
Eind 2000 maakte Matsubara plots bekend te stoppen met haar muziekcarrière en ze verdween uit alle publiciteit. Een jaar later werd pas onthuld dat haar acties te maken hadden met dat er een eindstadium van kanker was ontdekt, iets wat ze altijd had geprobeerd stil te houden.
Matsubara gaf haar muziek de schuld als oorzaak van de ziekte. Ook verbrandde ze enkele nummers die ze had gecomponeerd en zei openlijk dat ze wilde dat mensen nooit naar haar muziek hadden geluisterd.
Ze overleed op 7 oktober 2004 op 44-jarige leeftijd aan de gevolgen van baarmoederhalskanker.

## Discografie

### Studioalbums
- Pocket Park (1980)
- Who Are You? (1980)
- Cupid (1981)
- Myself (1982)
- 彩 (1982)
- Revue (1983)
- Cool Cut (1984)
- Lady Bounce (1985)
- Dirty Pair (1987, soundtrack)
- WiNK (1988)
- Mobile Suit Gundam 0083 Stardust Memory Vol. II (1999)
- Best (2002, compilatie)

### Singles
- "Mayonaka no Door" (Stay with Me) (1979)
- "Hello Today" (1980)
- "Neat 3pm" (1981)
- "Bonsoir L'amour" (1981)
- "See-Saw Love" (1982)
- "Paradise Beach" (1983)
- "In the Room" (1988)

## Opleving
Door een opleving van het citypop-genre ging de single "Mayonaka no Door" (Stay With Me) uit 1979 plots viraal in 2020. Het kwam internationaal hoog in de hitlijsten van veelgestreamde J-popmuziek. Het zorgde ervoor dat Matsubara bekend werd in meerdere westerse landen.
Als gevolg van deze populariteit werd haar debuutalbum, Pocket Park, eind 2020 opnieuw uitgebracht op vinyl.